# Impasse des Deux-Néthes
L’impasse des Deux-Néthes est une voie  du 18e arrondissement de Paris.

## Situation et accès
L’impasse des Deux-Néthes est une voie en impasse du 18e arrondissement de Paris débouchant au 32, avenue de Clichy.

## Origine du nom
Cette voie porte ce nom en souvenir du département français des Deux-Nèthes qui avait existé sous la Révolution puis sous Napoléon Ier, avec Anvers comme chef-lieu. Le nom de ce département tirait lui-même de celui de la Nèthe, rivière de Belgique ayant deux affluents : la Grande Nèthe et la Petite Nèthe.

## Historique
L’impasse Béranger a été renommée « impasse des Deux-Néthes » par l’arrêté du 1er février 1877. Cette voie privée est devenue une voie publique lorsque le sol de voie fut acquis par la Ville de Paris en 2004.
Les voies parisiennes ont parfois des graphies figées car elles sont dénommées par décret ou arrêté : ici « impasse des Deux-Néthes » et non « impasse des Deux-Nèthes ». Ou encore la rue de la Gaîté (« gaieté »), la rue de Taïti (« Tahiti »), la rue de Tilsitt (« Tilsit »), la Rue Philippe-de-Champagne (Champaigne),…
Avant l'annexion parisienne de 1860, ce lieu de la commune des Batignolles-Monceau — proche de la barrière de Clichy qui est longée à l'ouest par la route royale Paris-Rouen, limitée à l'est par les vastes carrières de gypse — se trouve loti dès la fin du XVIIIe siècle le long des axes de circulation dont la Grande Rue, l'actuelle avenue de Clichy. Le parcellaire se développe en voies étroites dont les actuelles impasses des Deux-Néthes, de la Défense et le passage Lathuille sont une réminiscence. Le quartier se développe véritablement à partir des années 1840 au moment de l'aménagement du cimetière de Montmartre.
En 1872, situé à l'extrémité du quartier des Batignolles, le passage Béranger part des rues Capron et Forest et aboutit à la rue des Carrières pour donner sur un terrain vague où l'on trouve des constructions de bois qui jouxtent des trafics divers. Au numéro 5 de l'impasse Béranger, à l'emplacement de l'actuel square des Deux-Nèthes, une sorte de cité ouvrière s'ouvre sur un tripot clandestin qui deviendra, dans les années 1930, le bal-musette du Petit Jardin où se produira Édith Piaf à ses débuts.

## Bâtiments remarquables et lieux de mémoire
- Le square des Deux-Nèthes est mitoyen de l’impasse des Deux-Nèthes. Un graffiti de JonOne à l'effigie de l'abbé Pierre y est dévoilé le 22 janvier 2011[3],[4].
- L'impasse est bordée de maisons villageoises et petits immeubles qui forment un ensemble pittoresque très agréable à visiter.